# Маньківка (селище)
Манькі́вка — селище в Україні, в Уманському районі Черкаської області, адміністративний центр Маньківської селищної громади. Розташоване на обох берегах річки Маньківка (притока Кищихи) за 32 км на північний схід від міста Умань, за 10 км від автошляху М05 та за 6,5 км від станції Поташ. Населення становить 7 567 осіб (станом на 1 січня 2021 р.).

## Походження назви
Назва, ймовірно, походить від кореня манька, що означає «ліва рука», тобто поселення, що розташоване від великого шляху ліворуч. Деякі дослідники вважають, що назва селища походить від імені козака Манька Педоренка, який входив до складу Уманської сотні за реєстром 1649 року. Є перекази, що він був першим жителем даної осади. В інших переказах йдеться про те, що колись тут була корчма, у якій господарювала дружина корчмаря Манька. На її честь і було названо нове поселення.
Не виключено, що назва селища походить від назви річки Маньківка, що тут протікає, а її назва пішла від латинського слова «менк», що означає малий, дрібний, оскільки назви багатьох міст і сіл походять від назви річок. Є ще версія і про те, що Маньківка названа на честь дочки польського короля Стефана Баторія Марії, тобто Маньки.

## Історія
В історичних джерелах Маньківка вперше згадується на початку серпня 1622 року.

### 17 століття
У 1609 році так званий «Буцький ґрунт» — територія в околиці сучасної Маньківка та на правобережжі річки Гірський Тікич після поділу спадщини магната Юрія Струса дісталася його дочці Гелені та удові Малгожаті. Як поселення, було осаджене імовірно невдовзі потому. Уже в 1629 році Маньківка була не малим поселенням і нараховувала 649 дворів, нею володіла вже каменецька старостина Ельжбета Калиновська, тобто тут проживало близько трьох тисяч чоловік. На той час це було середнє містечко.
У 1638 році чернігівським воєводою Мартином Калиновським, сином Е. Калиновської, було здано гданському купцеві в оренду за 119 тисяч злотих Маньківську, Уманську, Буцьку та інші буди з правом широкого виробництва поташу.
З 1648 року Маньківка — сотенне містечко Маньківської сотні Уманського полку. Селяни й козаки сотні в складі 251 чоловіка під орудою сотника Г. Бовдира в 1648—1657 роках брали активну участь у народно-визвольній війні українського народу.
1654 року дорогою до Гетьмана Богдана Хмельцницького через Маньківку проїжджав патріарх Антіохійський Макарій у супроводі свого сина, який залишив спогади про подорож по цих місцях. В них він писав, що в Маньківці багато гарних будівель і крамниць, три цитаделі, чотири церкви, три ставки, палац Калиновського, а за містом — Троїцький монастир. На мандрівників сильне враження своїм багатством і красою справив Маньківський замок, який обнесений ровами, валами, стінами, укріпленими баштами та гарматами. Стіни палацу оздоблені полірованим дубом.
Богдан Хмельницький у своїх листах, датованих 16 травня 1654 року та 22 березня 1655 року, до російського царя Олексія Михайловича згадує про Маньківку і про бажання населення продовжувати визвольну боротьбу разом з російським народом.
Селяни й далі продовжували боротьбу проти української держави  -Гетьманщини. Вони брали участь у повстанні 1664—1665 рр. на боці московитів у боротьбі з гетьманом П.Тетерею, що охопило всю Правобережну Україну. За Андрусівським перемир'ям 1667 року Маньківка повернулась до Речі Посполитої і ще не раз терпіла від загарбників. У 1672 році її зруйнували турецько-татарські агресори які були в союзі з гетьманом Петром Дорошенком. Тікаючи від неволі, більшість жителів містечка переселилася на Лівобережну Україну та Слобожанщину. У ті роки Маньківка, як і інші села, зазнала великих руйнувань.

### 18 століття
1715 на місці попередньої православної церкви закладено нову — на честь Архістратига Михаїла. Її було освячено уманським протоієреєм Діонисієм Гайдученським.
1726 Маньківка стала власністю польського магната С.-Вл. Потоцького. Близько 1740 року в містечку освячено ще одну церкву — Преображення Господнього. Невдовзі їх парафії було переведено на унію. Станом на 1775 рік на «маньківській парафії було наявних 1105 дворів та хат».
1 лютого 1766: запис Ф. С. Потоцького Маньківський фільварок: 
|  | Також до фундації долучається до названого фільварку Монастирок під Маньківкою у моїх дачних володіннях, належних до Уманської волості, так само з підданими та корчемною орендою, ставами, лісами відповідно до спеціальної мапи, складеної і його милістю паном Ромером, обмежений на тій мапі знаками, і спеціальним інвентарем тих сіл, повністю описаних комісаром з усіма їхніми пожитками. |

Після поразки народних повстань XVIII ст., зокрема великого народно-визвольного антифеодального повстання 1768 року, у яких брало участь населення Маньківки, ще більше посилився феодально-кріпосницький і національно-релігійний гніт.
Згідно з інвентарем 1768 року у Маньківці налічувалося 191 господарство, а 1783 — було вже 284 оселі. Внаслідок другого поділу Польщі у 1793 році Правобережна Україна, у тому числі Маньківка, відійшла до складу Російської імперії. На той час тут мешкало близько 2600 осіб — переважно українців та євреїв.
1797 Маньківка стає містечком Уманського повіту Київської губернії.

### 19 століття
1830 в Маньківці проживало 2600 осіб православних і 14 католиків.
1832 року за участь О. Потоцького в польському визвольному повстанні 1830—1831 рр. царський уряд конфіскував його маєтки. Селяни стали державними. Декілька років містечком відала Київська казенна палата, потім військове міністерство. З 1838 року в Маньківці було створено військове поселення. Село стало центром п'ятої сотні Києво-Подільського округу військових поселень, створеного у 1836—1837 рр. Тут містилися штаб 2-го гусарського полку, взвод кавалерії та волосна управа. Селян перетворили на військових поселенців. Вони відбували військові обов'язки, обробляли землю, забезпечували себе і армію продовольством. Тут було зведено 14 казарм і 12 — допоміжних приміщень. Розпочалося перепланування вулиць і створені нові: Офіцерська, Робоча, Миколаївська, Михайлівська, Довга.
1840 у військовому містечку створено школу кантоністів, де навчалися діти поселенців. Учні носили спеціальний одяг, разом із батьками силувані до муштри. Школа готувала унтер-офіцерів для військовою поселення: всі хлопці віком від 7 до 18 років вважалися кантоністами, яких після завершення навчання віддавали на 20 років на службу. Проте, військові поселення не виправдали сподівань уряду і в 1857 році їх ліквідували, селяни отримали новий залежний статус — державний селянин. Маньківка стала центром першого округу поселення державних селян.
27 вересня 1860 року в Маньківці було відкрито трирічну школу. Гроші на утримання учителя та школи вносили самі селяни — залежно від кількості в кожного з них землі. Після Земської реформи 1864 року у 1876 засновано двокласне училище.
Для лікування жителів Маньківки і навколишніх сіл 1861 року при волосній управі відкрито приймальну палату з фельдшером і акушеркою.
Згідно з люстраційним актом 10-го перепису населення в липні 1872 року в Маньківці проживало 1437 душ, з них місцевих жителів — 1254, відставних солдатів — 183. Дворів налічувалось 562, у тому числі 142 — відставних солдатів.
Введення в експлуатацію 1891 року залізничної колії Христинівка—Шпола та спорудження 1899 року Іваньківського цукрового заводу, що за 11 км від Маньківки, збільшили попит на цукрові буряки. Особливо стали зростати їх посіви в заможних господарствах, які використовували дешеву робочу силу на обробітку плантацій. Жінки, дівчата та підлітки з ранньої весни і до пізньої осені за мізерну плату весь світловий день гнули спину на полях. Селяни, які мали коней, вивозили цукрову сировину на завод, інші транспортували готовий цукор на станцію Поташ.

### 20 століття
1900 в Маньківці нараховувалося 937 дворів з населенням 4156 чоловік. Основним їх заняттям було землеробство. Селянам належало 5280 десятин землі, церкві — 72. Безземельних було 42 господарства, 35 володіли наділами більше 10 десятин кожне. У більшості господарств було по одній десятині і зовсім не було тяглової сили. Того ж року в селі діяло три школи: двокласне училище з п'ятирічним строком навчання та дві церковнопарафіяльні школи з трирічним терміном навчання. З 15 вересня 1910 року почало працювати чотирикласне училище з 2 учителями та 38 учнями.
На початку XX століття в Маньківці діяли олійня, 2 млини, 10 вітряків, 2 кузні. Після 1907 року в селі відкрили дільничу лікарню на 10 ліжок, яка обслуговувала 29 сіл. Її штат складався з лікаря, двох фельдшерів, акушерки. У звіті Уманської повітової земської управи за 1913 рік записано, що Маньківська дільнична лікарня знаходиться в найманому, старому, зовсім не пристосованому приміщенні, де ніяких, навіть примітивних лікарняних пристосувань немає, а колодязь далеко у дворі.
Тяжке і безпросвітне життя посилювало обурення селян. Все це змушувало їх підніматися на боротьбу проти сільських глитаїв, буржуазно-поміщицького ладу. В роки першої російської революції 1905—1907 рр. у селі відбувалися сутички бідних селян з поміщиками та військовими загонами, часто горіли панські садиби. У грудні 1905 року в селян знайдено 6 листівок «Як відібрати землю в поміщиків», у липні наступного року — 9 листівок «До всіх сільських робітників», у вересні поширювалася листівка «Маніфест до всього селянства».
Столипінська аграрна реформа загострила суперечності на селі. Процес обезземелення та класового розшарування тривав далі. Не маючи засобів виробництва, бідні селяни продавали свою землю заможнішім. Так наприкінці 1912 року в селі налічувалось 64 безземельні господарства, 64 родинам належало до однієї десятини землі, 110 від шести до семи десятин, 35 родин мали десять і більше. Худобу мало 141 господарство.
В роки Першої світової війни багато маньківчан мобілізували на фронт, у селі понад 200 учасників Першої світової війни, загиблих на фронті. Під час війни різко скоротилася посівна площа, зменшилася кількість худоби, малоземельні господарства розорялися, не вистачало робочих рук. Протягом 1917 року в Маньківці відбувалися сутички між заможними й біднотою за землю та ліс. 24 жовтня і 2 грудня війська, надіслані Центральною радою, жорстко розправилися з незадоволеними бідняками.

#### Визвольні змагання
У 1917 році Маньківка увійшла до складу УНР.
Радянська окупація у Маньківці почалася в січні 1918 року. З квітня до листопада 1918 року Маньківку контролювали гетьманці. На початку вересня і до грудня 1919 року на території Маньківки був один із лідерів Білого руху та головнокомандувач Збройних сил Півдня Росії Антон Денікін
Через Маньківку проходили червоні полки 2-ї Української радянської дивізії, бійці 45-ї та 58-ї стрілецьких дивізій Південної групи, частини Першої Кінної армії, які направлялися на фронт проти польських військ, союзних українській державі. У середині червня 1920 року Червона Армія остаточно захопила владу в Маньківці.

#### До початку Другої світової війни
1920 року в Маньківці налічувалося 1321 господарство, тут проживало 5780 чоловік.
В середині липня 1920 року з декласованих елементів було створено Комітет незаможних селян під керівництвом М. А. Касьянова. Активними членами KHC були Н. Г. Кочергин, Р. П. Педодіменко, В. І. Руденко, Т. С. Мандра, О. П. Письменний, П. Й. Мандюк. KHC боровся за зміцнення влади окупантів на селі, організовував допомогу фронту, відбирав лишки хліба у більш заможних селян, розподіляв їх між безземельними та малоземельними селянами.
У липні 1920 року в селі створено партійний осередок з семи чоловік, його очолив М. Т. Рябовіл. 4 липня за ініціативою комуністів у Маньківці відбулася волосна конференція селян, на якій обговорювалися питання про землю, про утворення органів Радянської влади на місцях, про продовольчу політику.
На початку 1922 року з молодих люмпенів створено комсомольський осередок, секретарем якого було обрано М. Н. Кочергина. Першими комсомольцями були: М. Н. та О. Н. Кочергини, О. Ф. Лампицький, П. Й. Мандюк, Я. Т. Монько, О. П. Письменний, І. Ю. Родаченко, І. І., М. І. та Т. І. Руденки, І. І. Слюсаренко.
5 серпня 1922 року куркулями був убитий організатор-комсомолець І. І. Руденко. Та під керівництвом партійної організації комсомольський осередок зростав. До середини 1924 року він налічував 16, а на початок наступного року — понад 40 чоловік.
У 1923 році Маньківка стала районним центром, що позитивно позначилося на його розвитку.
Одним з першочергових завдань влади була ліквідація неписьменності. В цій справі велика увага приділялася системі гуртків і шкіл лікнепів. До числа культармійців-викладачів залучалися вчителі, комсомольці, учні старших класів. Діти шкільного віку навчалися в трьох початкових школах.
У червні 1923 року відкрито поштове відділення.
В 1929 році було засновано 7 товариств спільного обробітку землі. Навесні 1930 року на базі ТСОзів створено 6 колгоспів: ім. П. П. Постишева, ім. Г. І. Петровського, «Перемога», ім. Т. Г. Шевченка, «За краще життя», ім. В. В. Куйбишева. За господарствами було закріплено 4802,6 га сільськогосподарських угідь, у тому числі 2706 га орної землі; вони мали 158 коней, 23 сівалки та інший реманент. Не всі селяни охоче вступали в колгоспи. Процес коллективізації проходив далеко не швидкими темпами.
В період з 1932-33 рр в Маньківщині панував голод, який потім був названий голодомором. На території Маньківського району виявлено 5366 жертв Голодомору, з них — 3612 осіб включено до Національної книги пам'яті жертв Голодомору.
1935 році в Маньківці створено автоколону, яка мала 50 вантажних автомобілів. В цьому ж році відкрито радіовузол. На початку 1935 року почала виходити районна газета. 1937 року в селі відкрито лікарню на 35 ліжок. У ній функціонували відділення: терапевтичне, хірургічне, інфекційне та акушерсько-гінекологічне. Медичну допомогу подавали 5 лікарів і 22 працівники з середньою спеціальною освітою.
Наприкінці 39-х років у Маньківці майже повністю ліквідовано неписьменність. Ще 1932 року тут створено семирічну трудову школу, а в 1935/36 навчальному році почала працювати середня школа, яка 1939 року одержала нове двоповерхове приміщення. 1941 року в ній навчалося 347 учнів і працювало 14 учителів з вищою, 12 — з середньою спеціальною освітою.
До війни були побудовані 2 сільські клуби, 2 хати-читальні та відкрита 1935 року бібліотека для дорослих, яка 1941 року налічувала понад 30 тис. книг. У 1930 році для школярів споруджено піонерський клуб. Ще з 1929 року в селі демонструвалися кінофільми, а 1935 року тут встановлено радіовузол, згодом — телефонний зв'язок з деякими селами та зі станцією Поташ.
Друга світова війна
22 червня 1941 р. для Маньківчан розпочалась Друга світова війна, переважна більшість чоловічого населення Маньківщини мобілізувалась на фронт, багато пішло добровольцями. У зв'язку з загрозою німецькою окупації з маньківських колгоспів і підприємств углиб країни евакуйовано машини, комбайни, трактори, значну кількість худоби.
28 липня 1941 року нацистські війська захопили Маньківку. Почалися тяжкі дні для жителів Маньківки, боєздатні мешканці села, організовували партизанські загони для спротиву німецьким загарбникам.
Також в селі діяла так звана патріотична група з 7 чоловік під керівництвом І. С. Гоменюка. В 1942 році гестапівцям вдалося викрити підпільну групу. Вони закатували учасників підпілля С. І. Валентир, А. М. та О. М. Гребенюків, І. С. Гоменюка. Крім того, окупанти заарештували і замучили ще 27 комуністів і активістів, потім кинули їх у криницю.
7 березня 1944 після запеклих боїв війська 2-го Українського фронту звільнили село від німців. У його звільненні брали участь 107-а, 109-а та 164-а танкові бригади, а також 15-а моторизована стрілецька бригада. В бою за Маньківку відзначилося багато воїнів, їх нагороджено орденами й медалями, а командиру роти 109-ї танкової бригади М. К. Чечетку і червоноармійцю-кулеметнику моторизованого батальйону 107-ї танкової бригади П. В. Кучумову присвоєно звання Героя Радянського Союзу. За подвиги при форсуванні річки Гірського Тікичу, прорив лінії оборони на річці Кищисі, окупацію Маньківки та станції Поташ звання Героя Радянського Союзу присвоєно командирові 232-ї стрілецької дивізії генерал-лейтенанту М. Є. Козиреві, а також 16 бійцям і офіцерам, у тому числі старшому сержанту C. А. Білану, капітану М. П. Борисенку, майору П. Я. Калашникову, молодшому лейтенанту К. О. Смирнову (посмертно). За ратні подвиги в роки Другої світової війни 39 маньківчан нагороджено орденами й медалями. В селі споруджено монумент та обеліск Слави воїнам і підпільникам, які полягли в боях з нацистськими загарбниками.

#### Післявоєнний період
Після війни більшість господарських будівель Маньківки були зруйновані, місцева влада приступила до їх відновлення, так уже до 1950 року було відбудовано Потаську МТС, машинно-тракторний парк, який у порівнянні з довоєнним часом збільшився у 1,5 раза і налічував уже 170 тракторів та 80 комбайнів.
Споруджено приміщення семирічної, початкової і середньої шкіл, районного будинку культури.
1950 — колгоспи об'єдналися в три: ім. М. І. Калініна, ім. В. В. Куйбишева та ім. С. М. Кірова, а в 1959 році ці господарства об'єдналися в одне — «Росія». У лютому 1970 року колгосп «Росія» реорганізовано в радгосп «Маньківський».
12 липня 1958 року до Маньківки приєднано село Кинашівку.
1960 — став до ладу майоліковий завод, який виготовляв вази, статуетки, дитячі іграшки, гончарні вироби, метлаські плитки, фаянсовий посуд.
28 жовтня 1960 року на вулиці Т.Шевченка, поруч із районним Будинком культури, відкрито пам'ятник Кобзареві.
1963–1965 — Маньківка входить до складу Жашківського району.
1 січня 1965 — Маньківський район було відновлено, а населені пункти Маньківка і Буки отримали статус селища міського типу.
Станом на 1972 рік в селищі працювали: райунівермаг, три продовольчих, господарський, взуттєвий, меблевий і книжковий магазини, чайна і їдальня. Діяли ощадкаса, пошта, телеграф, АТС, фотоательє, лікарня на 150 ліжок, середня, три восьмирічні і початкова школи.
1 грудня 1977 року здано в експлуатацію приміщення музичної школи.

#### Незалежна Україна
1 грудня 1991 мешканці Маньківки масово проголосували за відновлення державної незалежності України та вихід зі складу СРСР.

## Населення

### Мова
Рідна мова населення за даними перепису 2001 року:
| Мова       | Чисельність, осіб | Доля     |
| ---------- | ----------------- | -------- |
| Українська | 8 391             | 97,62 %  |
| Російська  | 181               | 2,11 %   |
| Інші       | 24                | 0,27 %   |
| Разом      | 8 596             | 100,00 % |

## Пам'ятки
- Урочище «Великий ліс» — заповідне урочище місцевого значення.
- Стрілецький заказник — ентомологічний заказник місцевого значення.

## Відомі люди
В селищі народилися:
- Бугаєв Борис Павлович (* 29 липня 1923 — † 13 січня 2007), український радянський державний і військовий діяч, міністр цивільної авіації СРСР, Головний маршал авіації, заслужений пілот СРСР, двічі Герой Соціалістичної Праці.
- Ганджа Борис Іванович (5 квітня 1980 року) — український автогонщик, абсолютний чемпіон України з ралі 2018 року.
- Молочко Анатолій Миколайович (4 липня 1948 року) — український географ-картограф, кандидат географічних наук, професор Київського національного університету імені Тараса Шевченка.
- Новіков Андрій Васильович (20 квітня 1999) — український футболіст.
- Плахтій Купріян Федорович (1900 — 1921), вояк Армії УНР, учасник Другого Зимового походу, розстріляний большевиками під Базаром.

### Почесні громадяни селища Маньківка
- Гусарчук Олена Григорівна (нар. 12.06.1939), учитель математики. Педагогічний стаж роботи 46 років. Має вищу кваліфікаційну категорію та звання «учитель –методист». Нагороджена Почесними грамотами Міністерства освіти і науки України /1999 р., 2005 р./ нагрудним знаком "Відмінник народної освіти УСРС /1974 р./.
- Слободяник Анатолій Леонідович (12.08.1951 - 10.08.2022), завідувач відділу АПК та висвітлення проблем сільського життя редакції газети «Маньківські новини». Журналістський стаж 40 років. Переможець обласного поетичного конкурсу «Сонячні кларнети». Автор поетичних збірок «Пісні над Тікичем» /1994 р./, «Щедрую матері»/2002 р./, «Левади солов'їні» /2021 р./, автор слів Гімну Маньківщини. Член Національної Спілки журналістів України. Нагороджений почесними знаками райдержадміністрації. За визначний внесок у розвиток Маньківщини /2005 р./ та знаком «За активну громадську діяльність» /2007 р./.
- Купченко Тетяна Станіславівна (нар. 04.09.1953), лікар-педіатр. Стаж роботи за спеціальність більше 45 років. Має вищу кваліфікаційну категорію за спеціальностями педіатрія та неонатологія. Все життя присвятила наданню медичної допомоги дітям Маньківки і навколишніх сіл.
- Гейбович Павло Григорович (нар. 30.05.1935), ветеран праці, інженер-будівельник. З 1999 року головний інженер Маньківського міжколгоспбуду. За його участі та сприяння на території селища побудовано більше 200 об'єктів виробничого, жилого та соціально-культурного призначення. Неодноразово нагороджений Грамотами обласного та районного керівництва.
- Сімаков Юрій Володимирович (нар. 25.05.1923 року), учасник радянсько-німецької війни, полковник у відставці, ветеран праці. В післявоєнний час працював на педагогічній ниві. Вніс великий внесок у військово-патріотичне виховання молоді.

Нагороджений багатьма бойовими орденами і медалями.
- Черній Петро Олексійович (нар. 06.02.1940), ветеран сільськогосподарського виробництва, начальник механізованого загону колишнього радгоспу «Маньківський». Стаж роботи в сільському господарстві більше 40 років. Вніс вагомий внесок у розвиток сільськогосподарської галузі селища. Нагороджений орденом Трудового Червоного прапора.
- Руденко Оксана Григорівна (нар. 28.01.1923), учасник радянсько-німецької війни, партизанського руху. Все трудове життя віддане педагогічній справі, учитель математики. Виховала та підготувала плеяду випускників які продовжують справу наставників. Відзначена бойовими та трудовими нагородами.
- Оленчук Йосип Прокопович (11.11.1933 - 12.02.2024[9]), редактор районної газети «Маньківські новини», ветеран журналістики, член спілки журналістів України, активіст громадського життя селища.

## Галерея

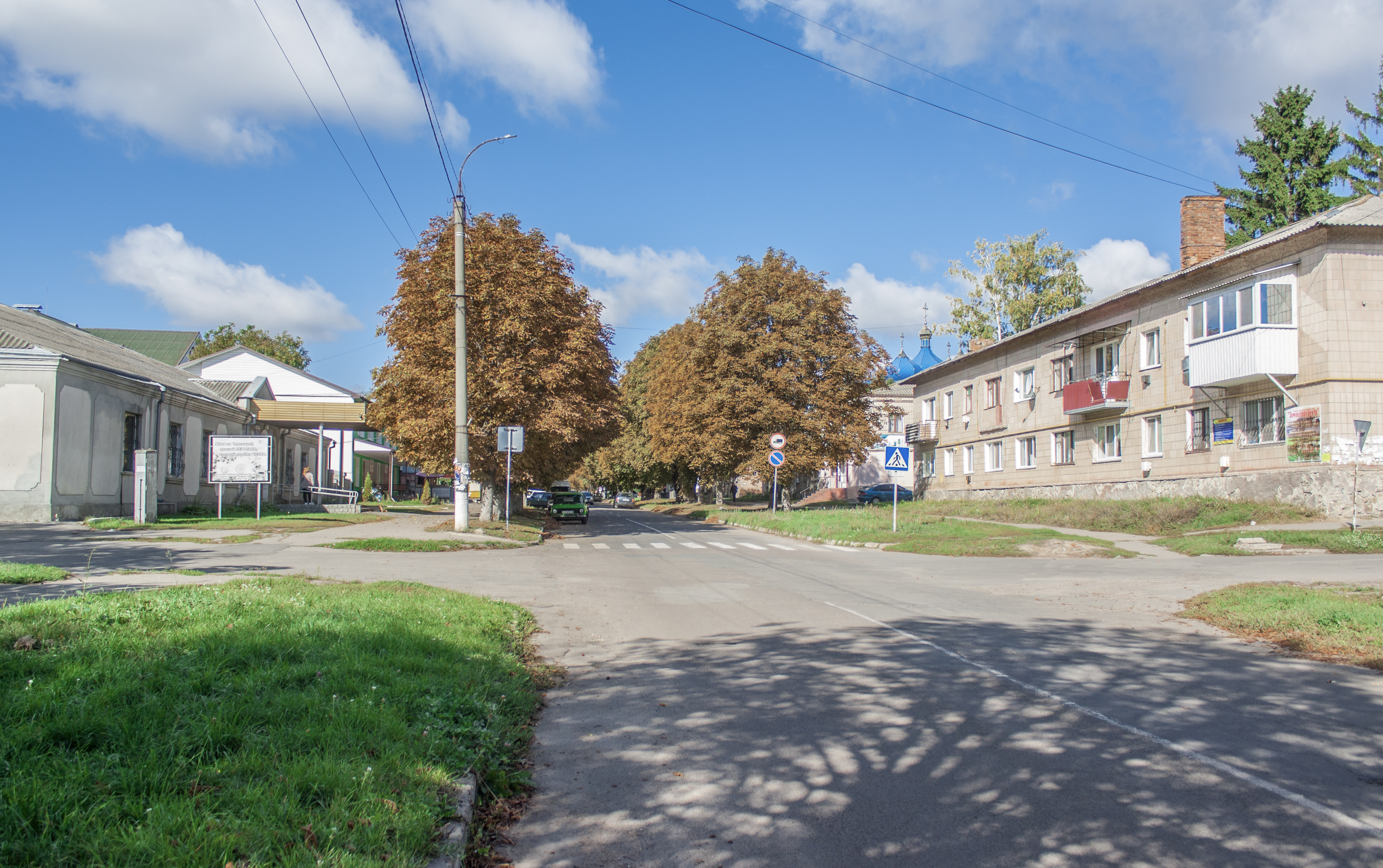
Перехрестя вулиць Шевченка і Зоряної
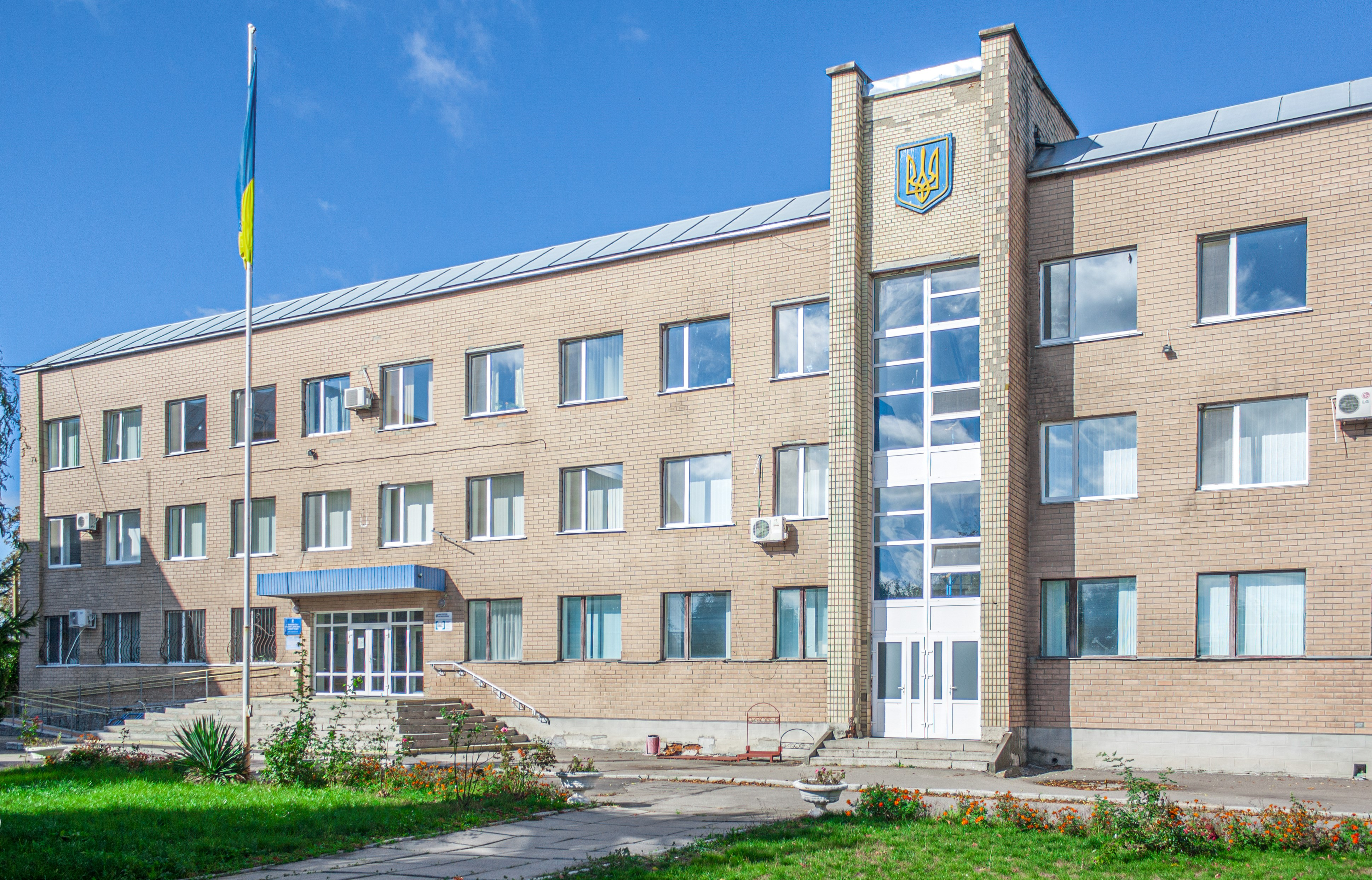
Маньківська РДА
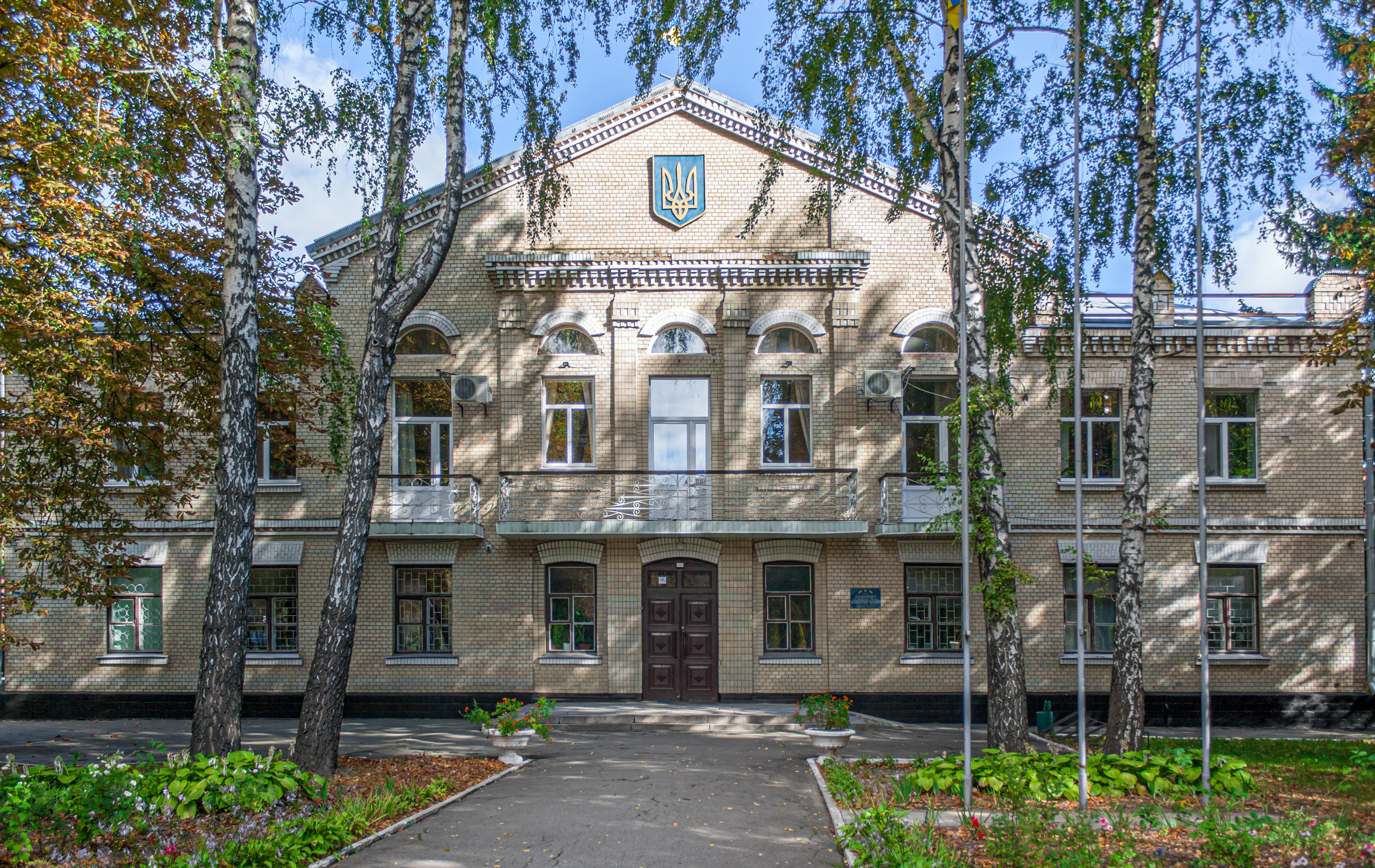
Селищна рада
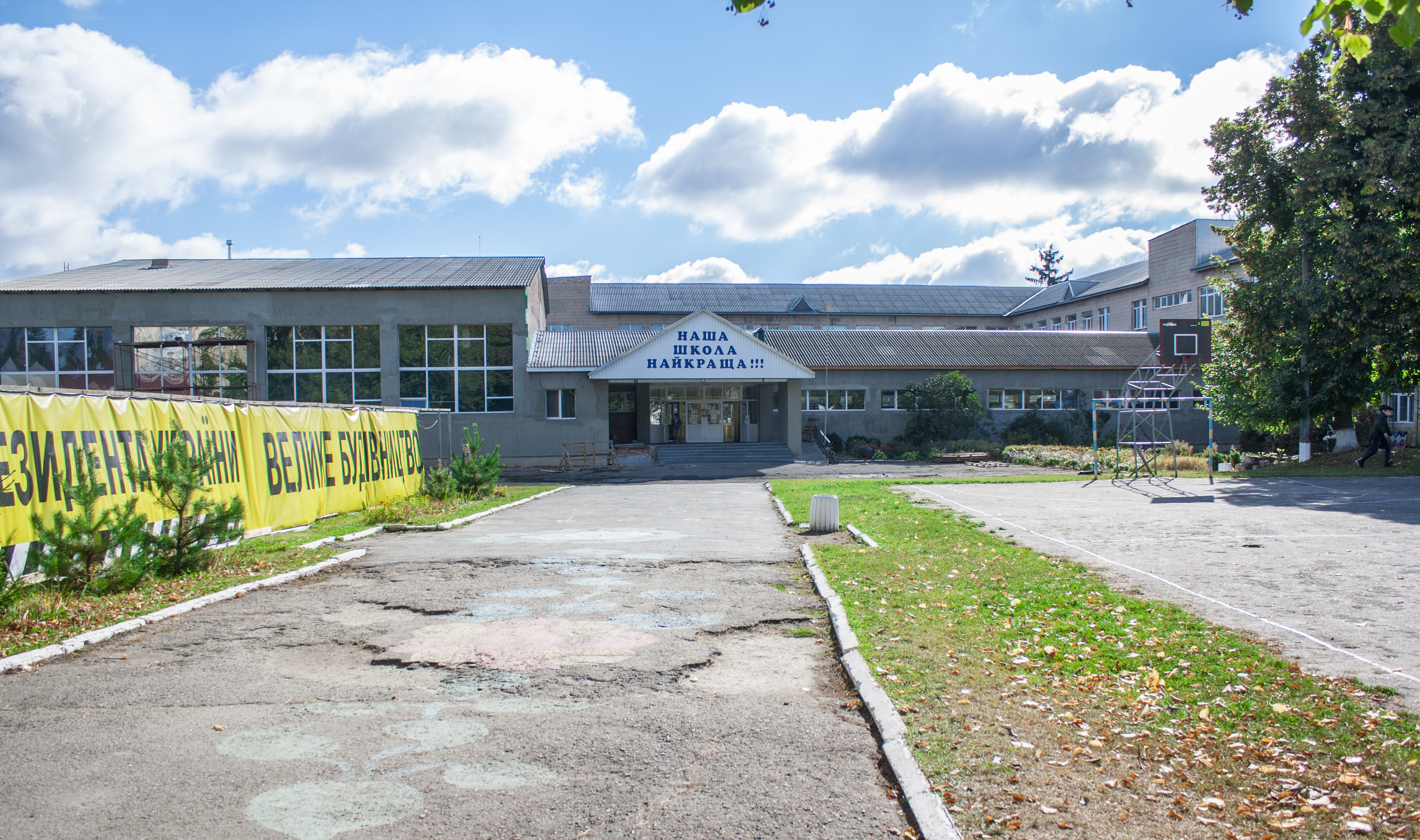
Школа №1
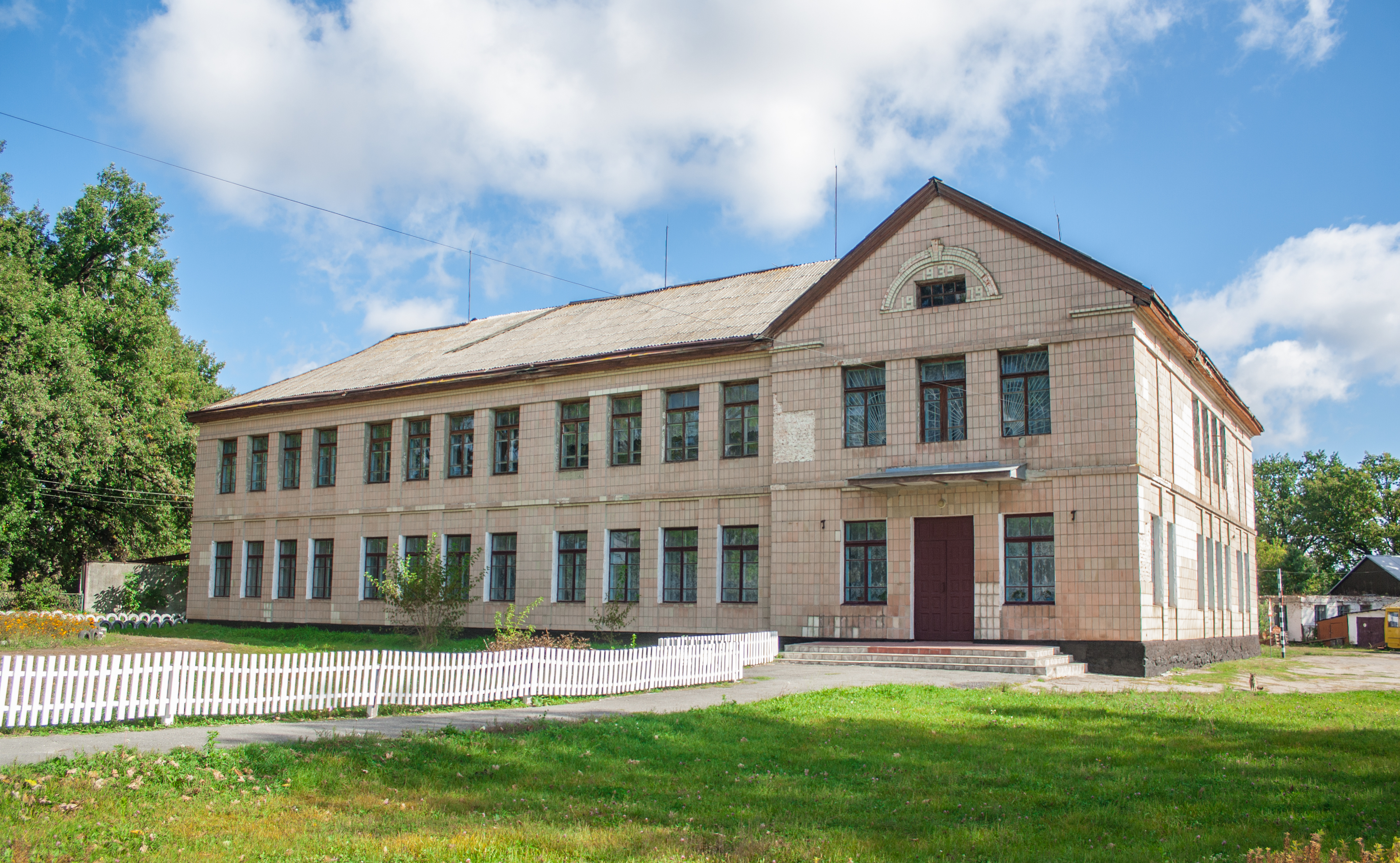
Міжшкільний навчальний комплекс
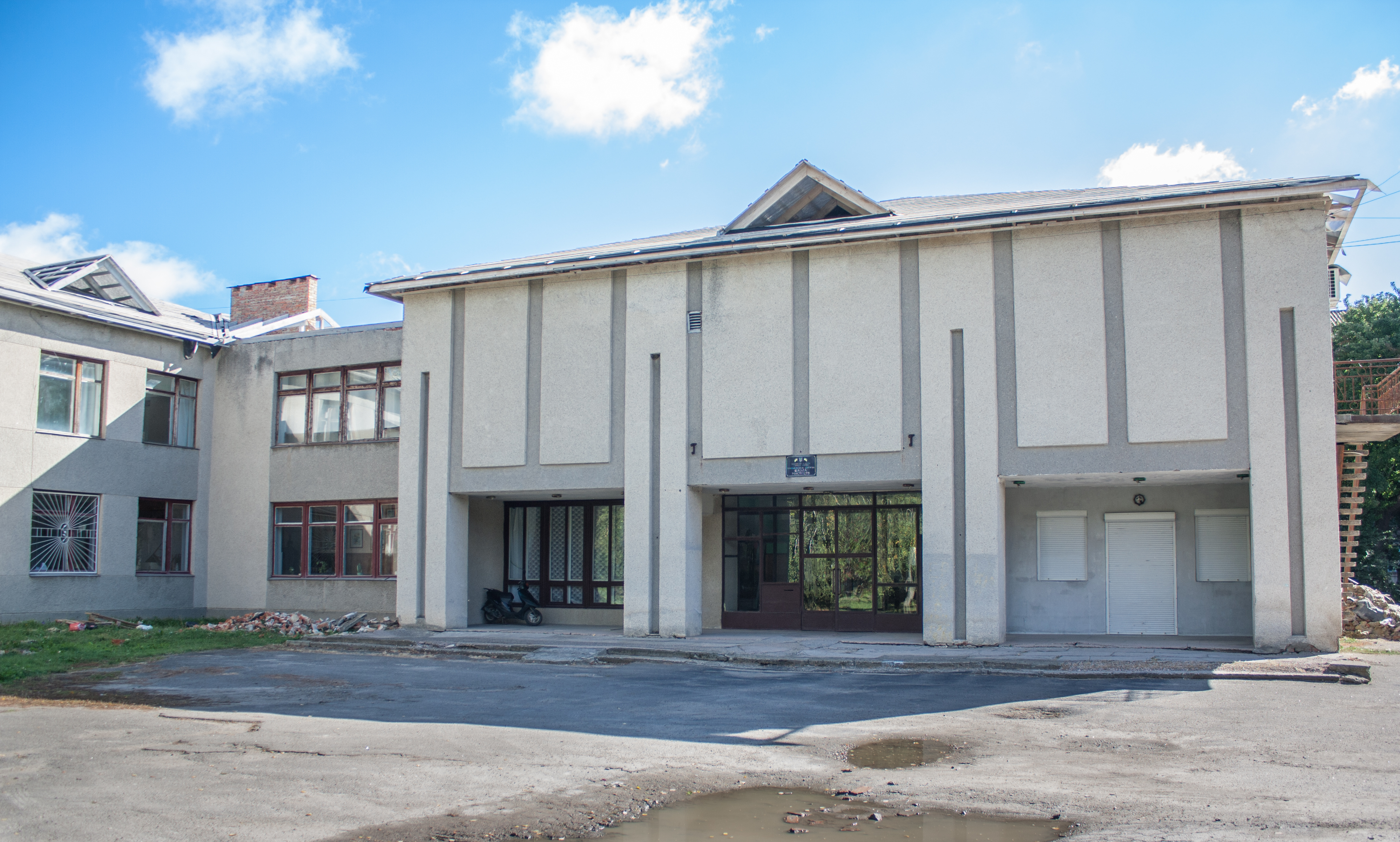
Школа мистецтв
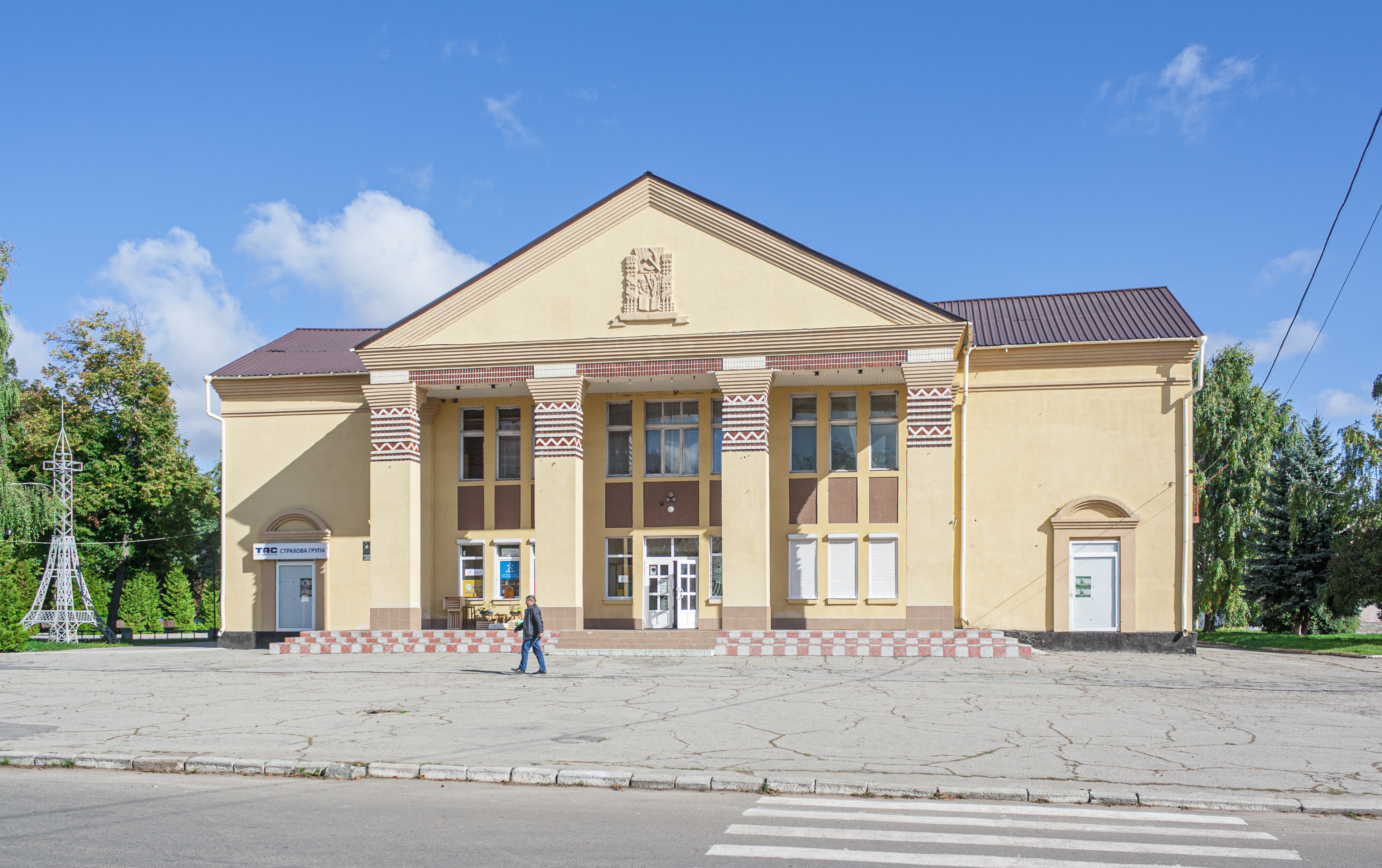
Будинок культури
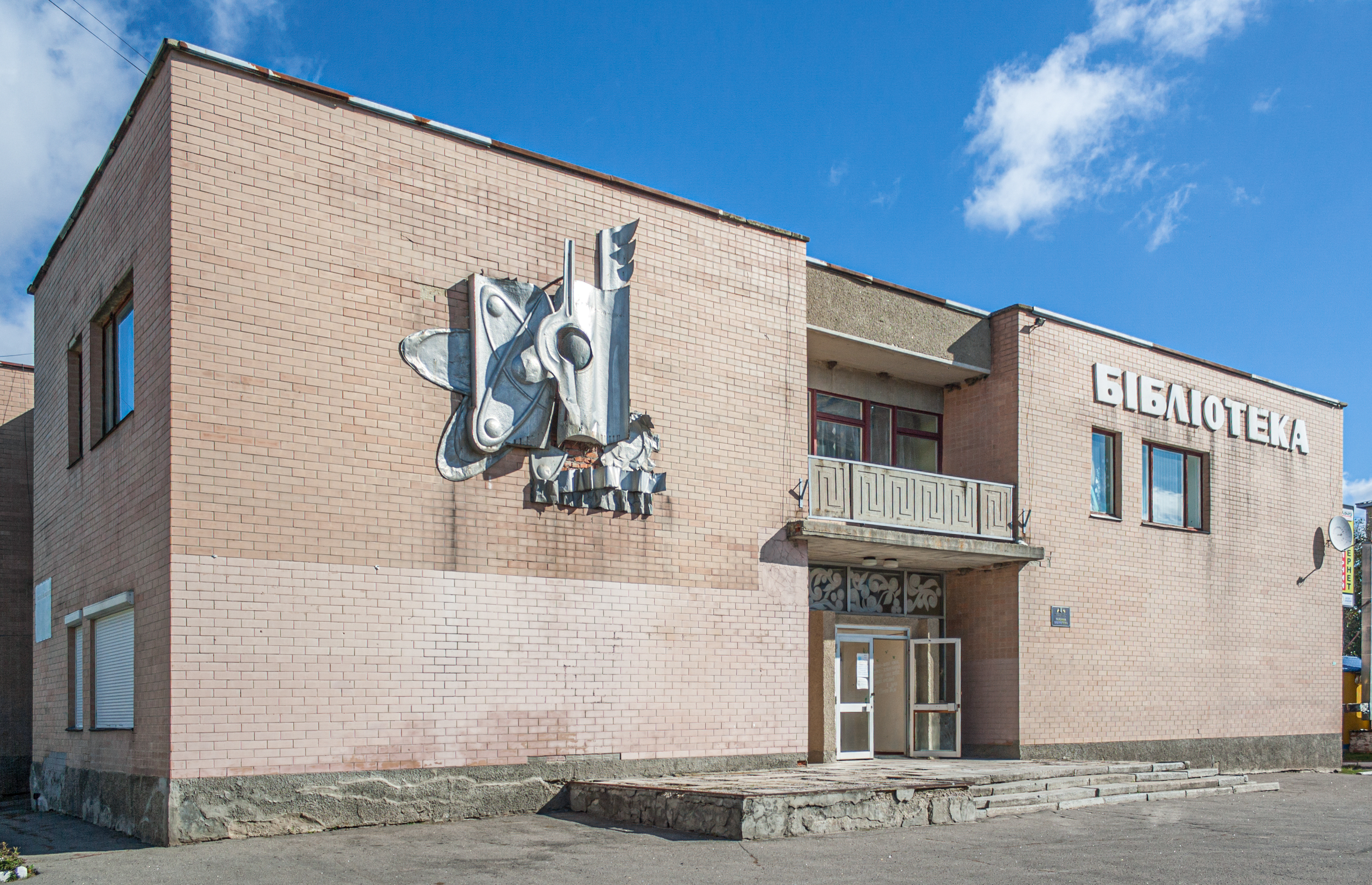
Районна бібліотека
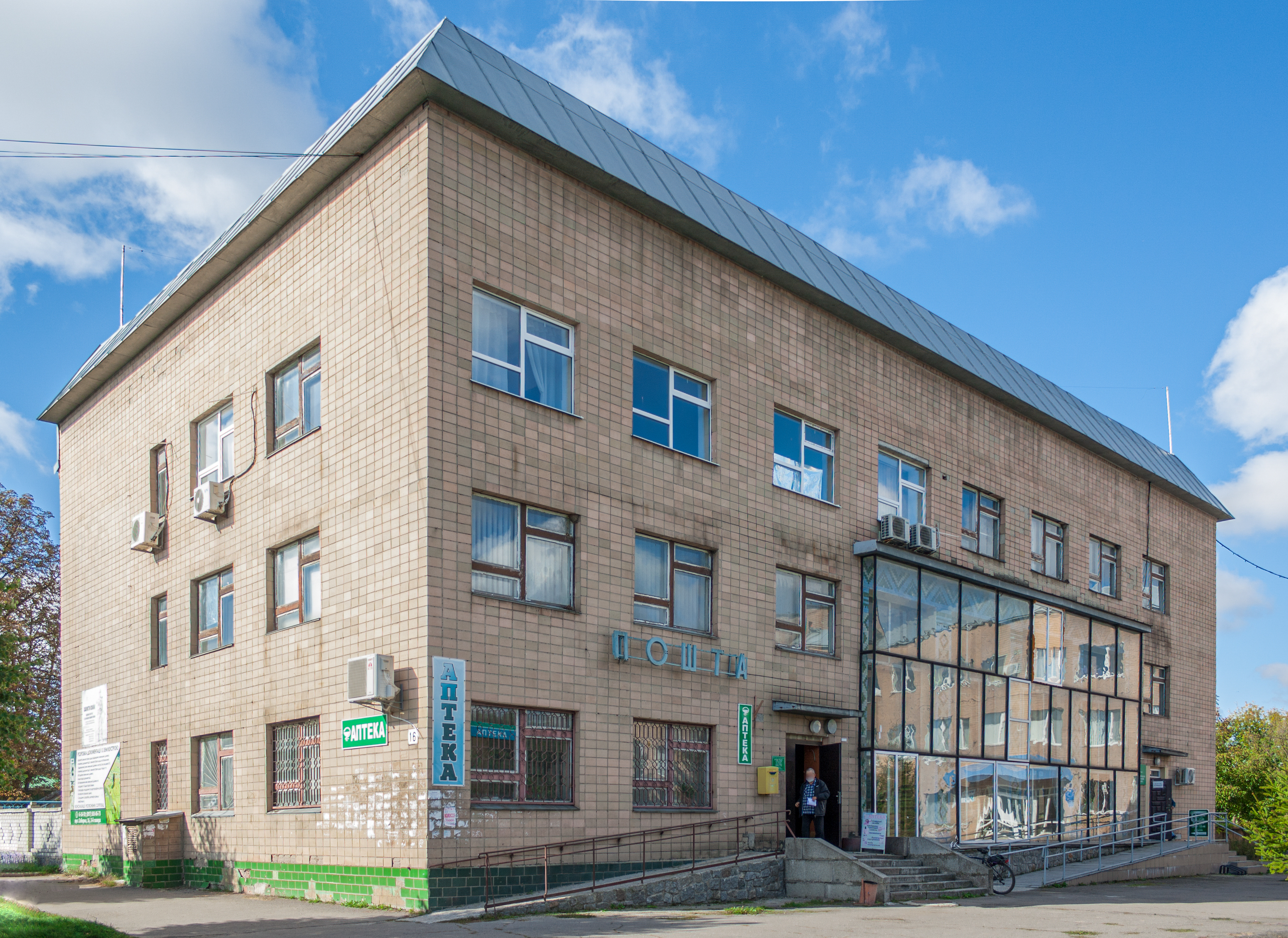
Пошта
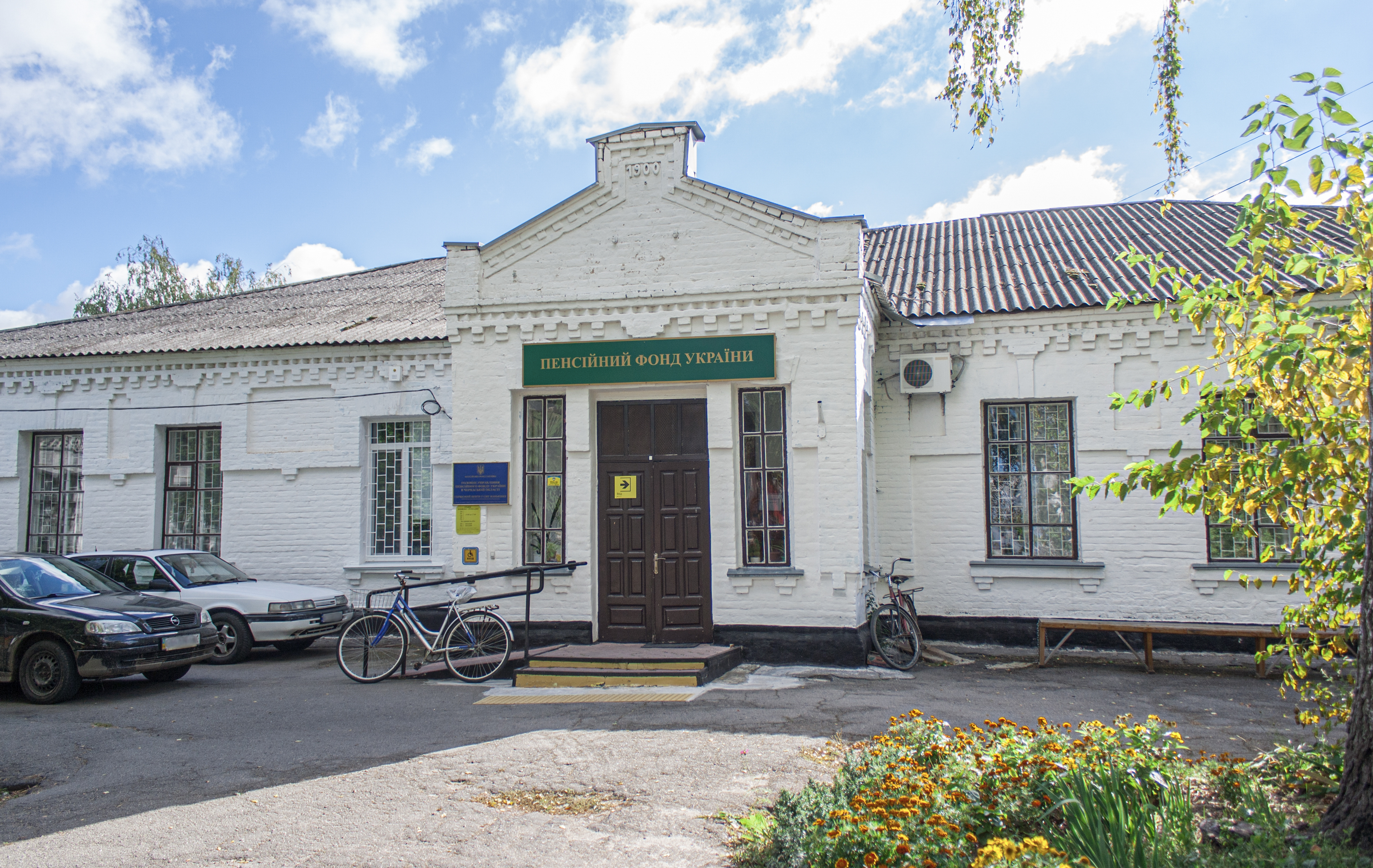
Пенсійний фонд (колишня земська школа 1900 р.)
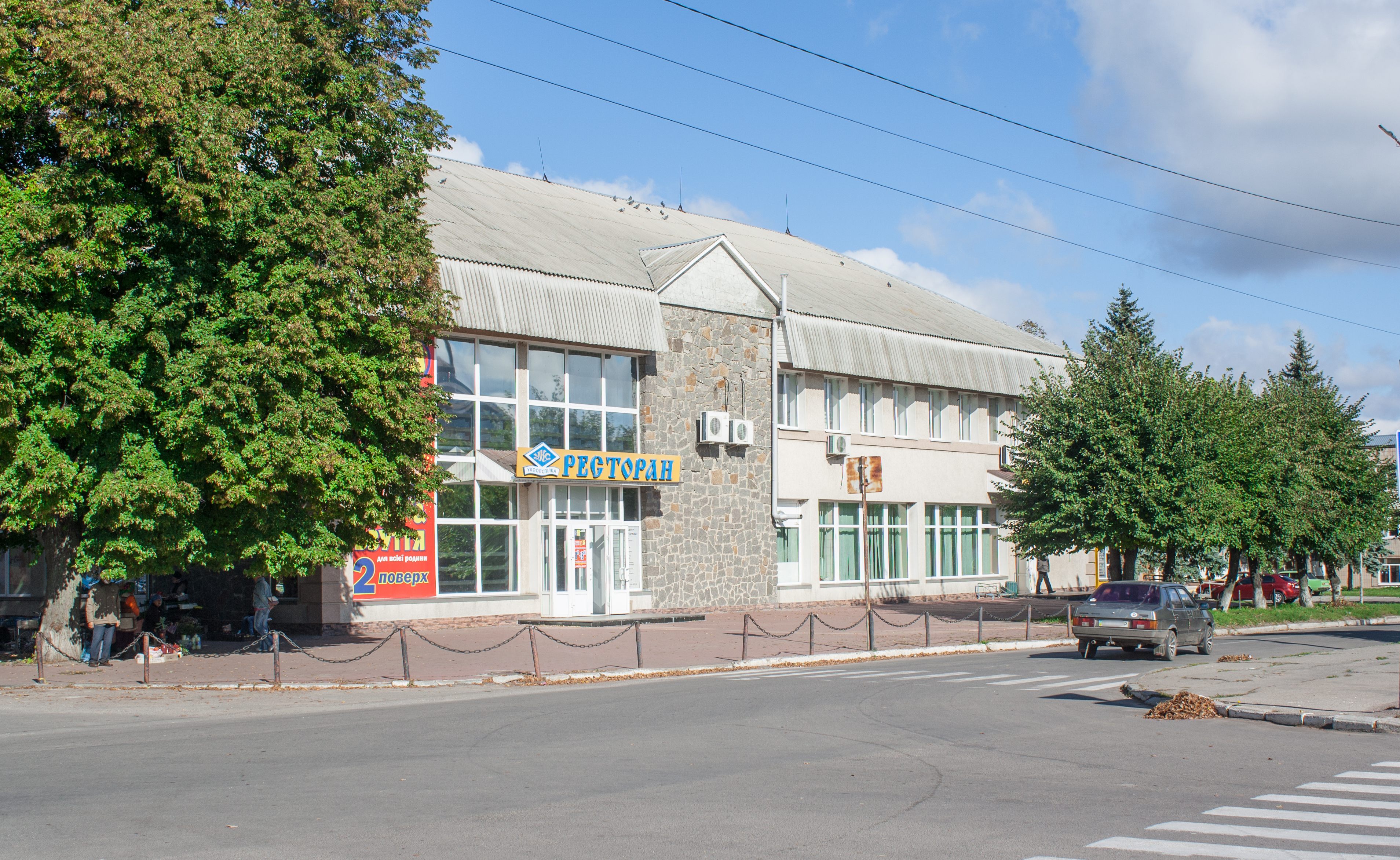
Ресторан
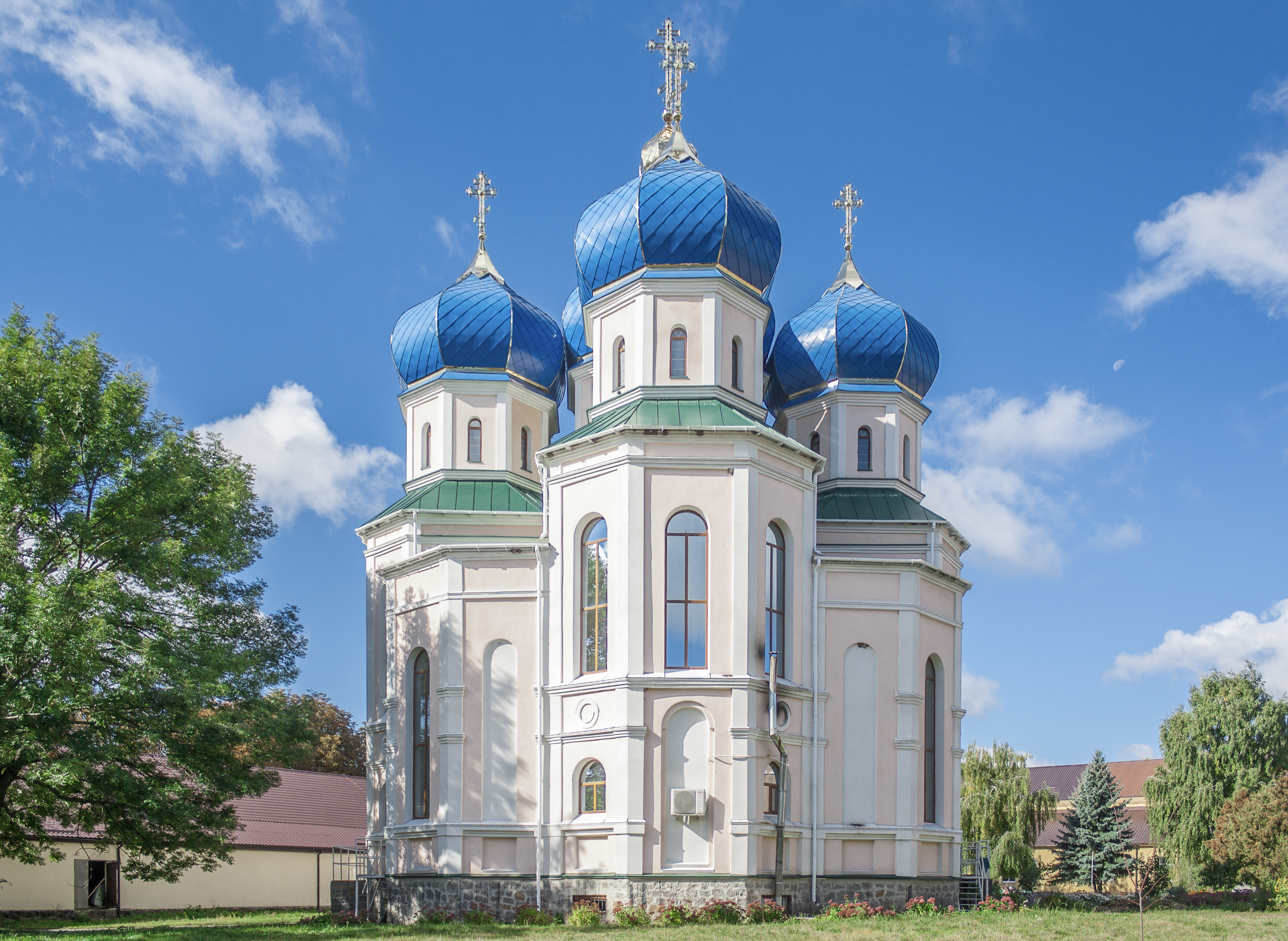
Церква Архістратига Михаїла
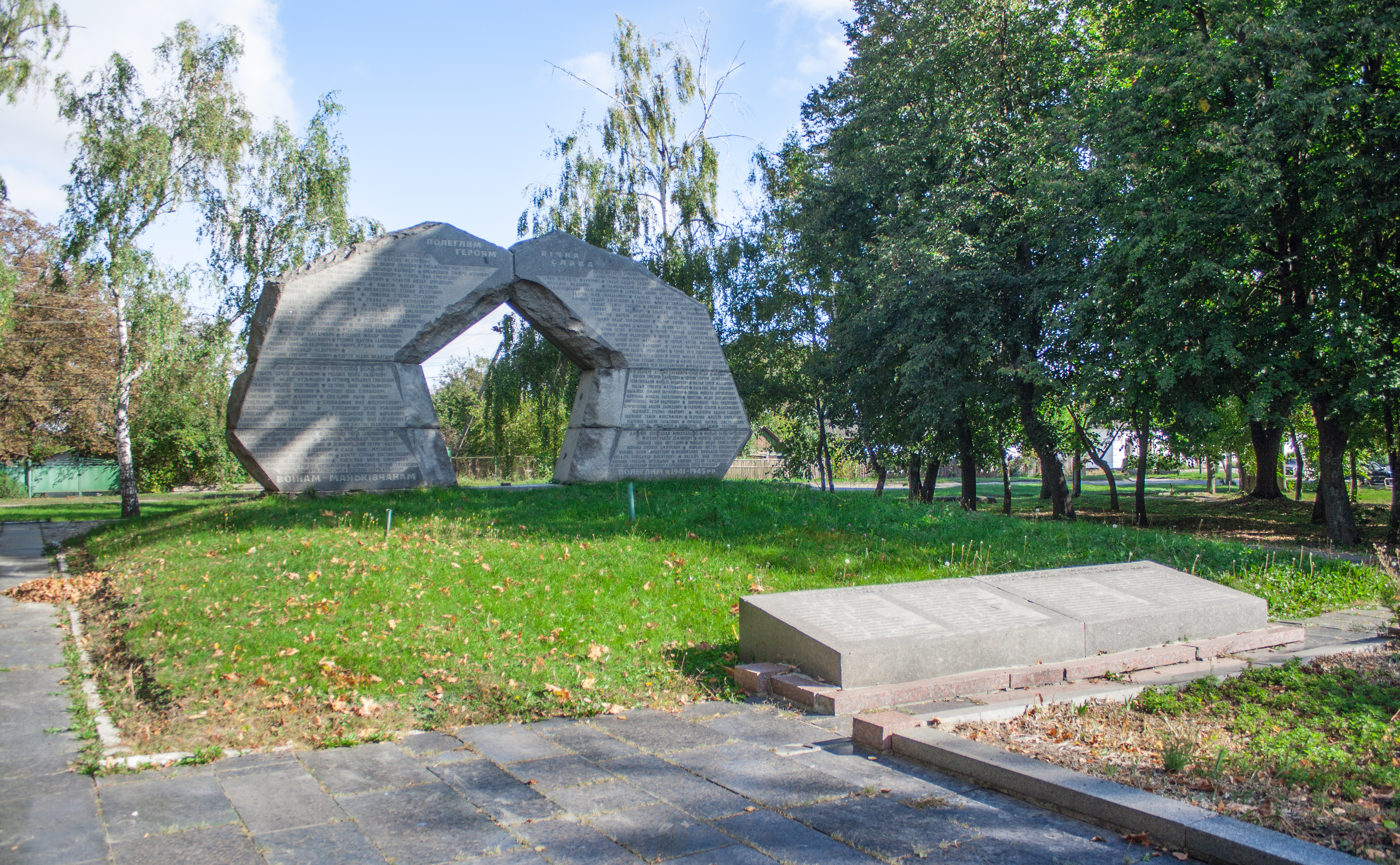
Меморіальний комплекс на честь радянських воїнів та односельців
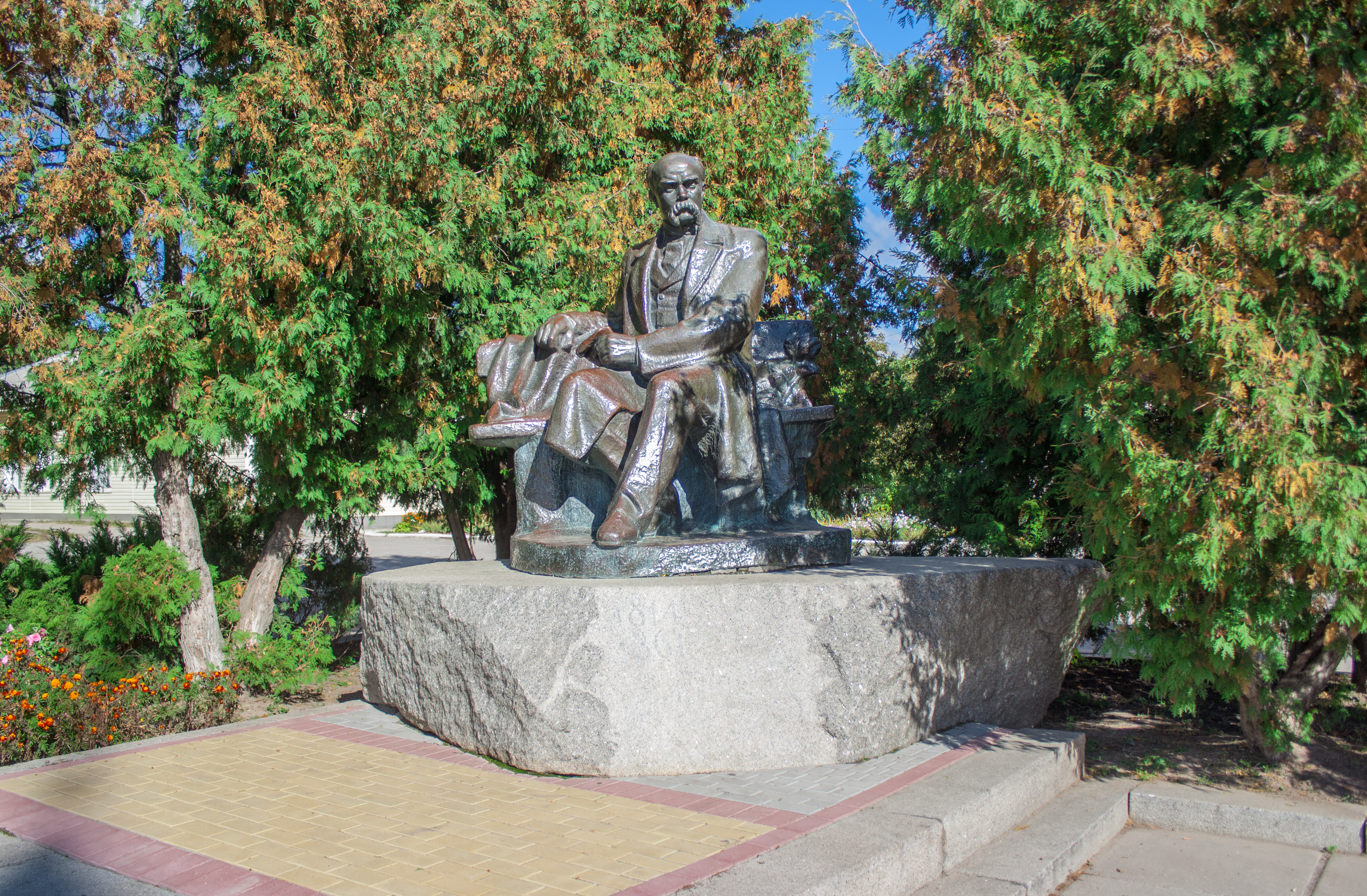
Пам'ятник Т. Г. Шевченку
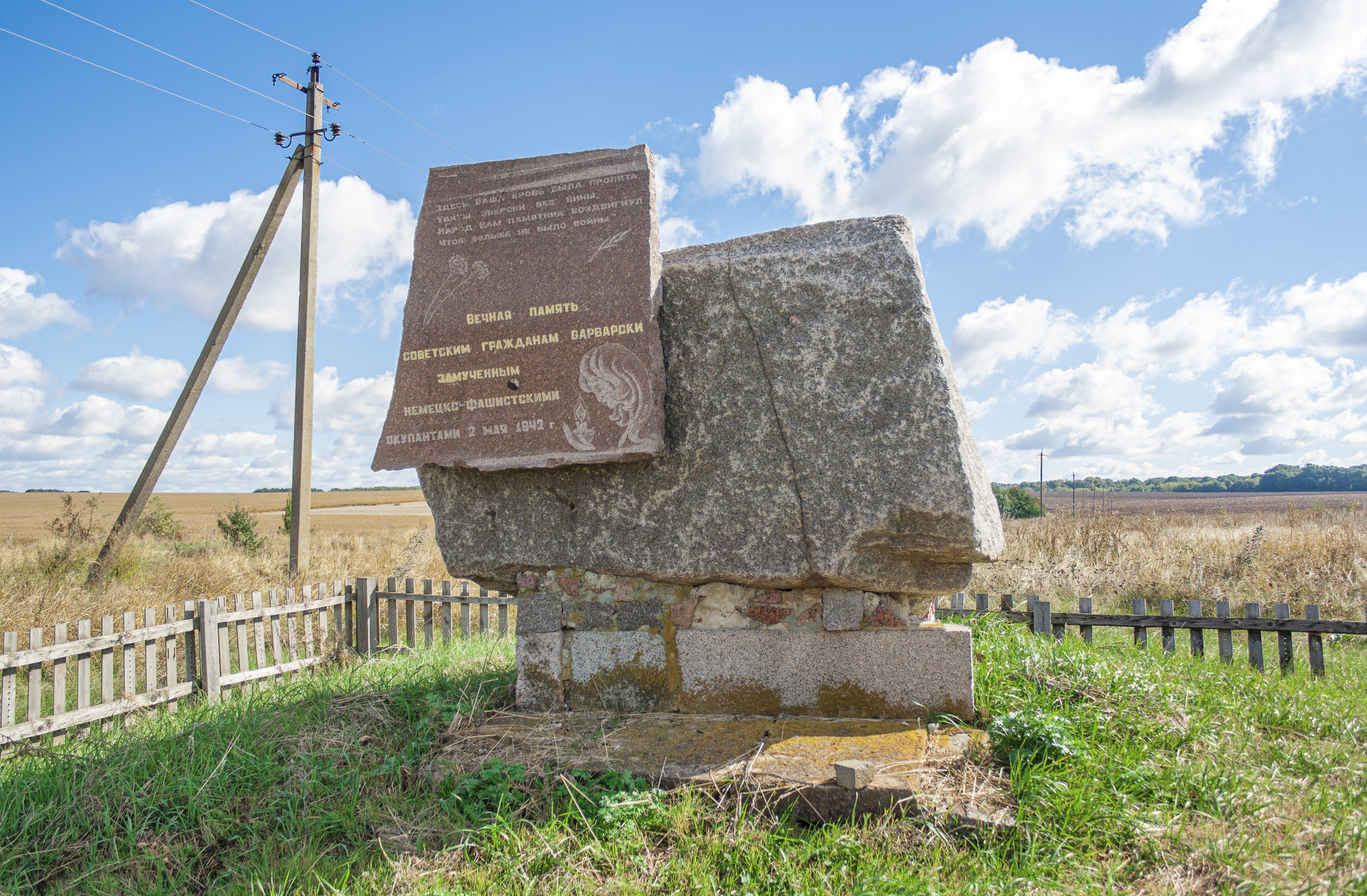
Пам'ятний знак жертвам Голокосту